# Ourtzagh
Ourtzagh (àrab أورتزاغ) és una comuna rural de la província de Taounate de la regió de Fes-Meknès. Segons el cens de 2014 tenia una població total de 14.381 persones.